# Мали Кал (Иванчна Горица)
Мали Кал (словен. Mali Kal) је насељено место у општини Иванчна Горица, Средњесловенска регија, Словенија.

## Историја
До територијалне реорганизације у Словенији био је у саставу старе општине Гросупље.

## Становништво
У попису становништва из 2011. године, Мали Кал је имао 11 становника.
| Број становника према пописима | Број становника према пописима | Број становника према пописима |
| ------------------------------ | ------------------------------ | ------------------------------ |
| 1991                           | 2002                           | 2011                           |
| 19                             | 11                             | 11                             |

Напомена: До 1953. исказивано под именом Фаршки Кал.